# Clavulicium extendens
Clavulicium extendens é uma espécie de fungo pertencente à família Hydnaceae.